# Melty Lancer
Melty Lancer - The Animation (メルティランサー The Animation) es un OVA de anime basado en un videojuego creado por Konami, fue animado por Masuo Shoichi, el diseño por Hirata Tomohiro, el guion por Yamaguchi Hiroshi, la música por Amano Masamichi y fue dirigido por Mori Takeshi, y fue producido por GONZO DIGIMATION en 1999. La serie contiene 6 capítulos de acción y comedia. Ha sido licenciado en España en formato DVD por Jonu Media y emitido en Buzz.

## Descripción
Un meteorito misterioso se dirige hacia la tierra, y parece haber salido de la nada. Mientras, unos hombre misteriosos liberan a un prisionero de una cárcel de máxima seguridad para que dirija un grupo especial de la policía galáctica, las Melty Lancer, disuelto un año atrás, teniendo que encontrar a sus miembros. Pero el verdadero peligro es una organización llamada Yeyonesco, la cual está recogiendo ADN de especies en peligro de extinción, pero las misiones asignadas a las Melty Lancers son por lo general  ridículas debido a la manipulación política.

## Personajes
- Silvia Nimrod (シルビア・ニムロッド): Es una de las mejores agentes de la policía galáctica, su padre era agente del FBI y su madre era inspectora de planetas. Tiene 17 años terrestres, un carácter alegre y un gran sentido de la responsabilidad, lo que la convierte en una líder nata. Es una excelente pistolera, rápida y tiradora de élite. Cuando se separaron las Melty Lancer, se fue de enfermera voluntaria, fue entonces cuando descubrió que estaban robando ADN de especies en peligro de extinción.

- Angela (アンジェラ): Es una biosoldado, mitad humana y mitad animal, la última de su raza. Tiene 8 años en edad mental y procede del planeta Hoanron. Puede hablar con todo tipo de animales y sólo come, duerme, juega y sobre todo, pelea. Se especializa en artes marciales, siempre está animada y quiere a Silvia, fue a África luego de que se disolvieron las Melty Lancer.

- Sakuya Ransaiwa (サクヤ・ランサイワ): Es una sacerdotisa de primera categoría del templo SantArkanest en el planeta Sancto, y visita la tierra en busca de almas que salvar, y no desaprovecha ninguna ocasión para predicar su fe. Tiene 19 años terrestres, y tiene el poder de simpatizar con la gente, entender sus emociones y puede curar, aunque debido a su debilidad, nunca entra en combate, quedándose en la nave, recorre el espacio en su iglesia móvil y logra captar muchos fieles.

- Jun Kamijo (神城潤): Es la primera miembro que la policía recultó por sus características especiales, realizaron experimentos con ella y se transforma sin saber como. Tiene 17 años terrestres y nació en la tierra. A ella se le aparece un exoesqueleto que le permite volar y dispone de un accesorio que puede transformar en arma o vehículo. Es una chica alegre, aunque con mal genio y es de las que piensa en "actúa primero, piensa después".

- Nanai Natarecion Neinhalten (ナナイ・ナタレシオン・ナインハルテン): Es una bruja, procedente de un mundo mágico llamado Promise Land, su poder especial, obviamente, es la magia, que canaliza a través de su cetro o utilizando conjuros. Tiene 11 años terrestres y es una genio de las matemáticas y vive con Jun, aunque ha abandonado la idea de que su amiga aprenda algo. Por casualidad descubre que si se golpea en la cabeza con el cetro, se transforma en una mujer, lleva un enorme lazo azul en la frente y es capaz de desplazarse volando.

- Datos: Q8191944